# Wargaming
Wargaming Group Limited (también conocido como Wargaming.net) es una compañía de videojuegos de origen bielorruso con sede en Nicosia, Chipre. Inicialmente centrado en la estrategia por turnos y en los juegos de estrategia en tiempo real, Wargaming cambió al desarrollo de juegos de acción en línea gratuitos en 2009, incluido el juego basado en el equipo de temática militar World of Tanks.

## Historia

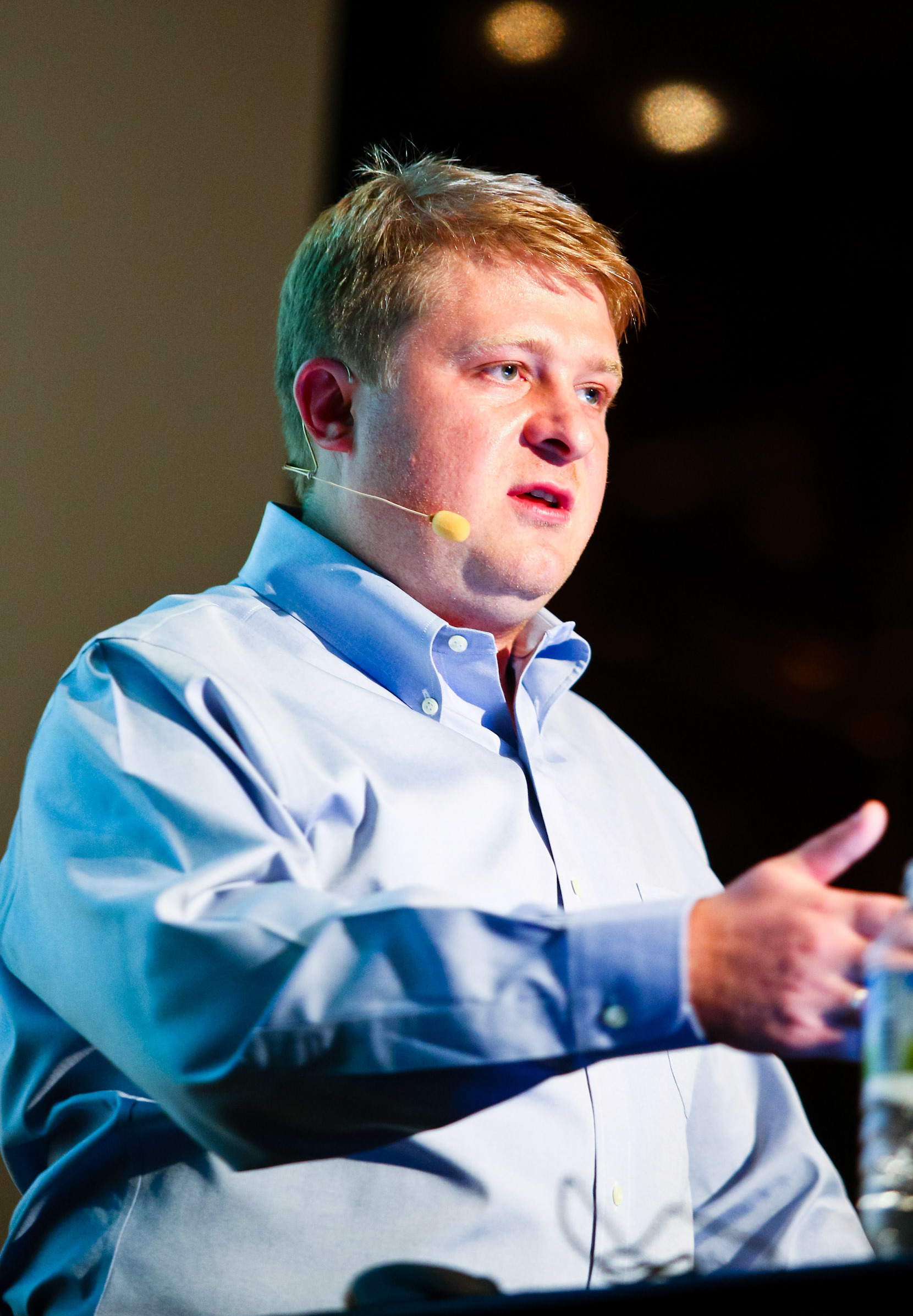
Victor Kislyi, fundador y CEO de Wargaming, en la Conferencia de Desarrolladores de Juegos 2012

Wargaming fue fundada por Victor Kislyi en Minsk el 2 de agosto de 1998, con la intención de la compañía como desarrolladora de videojuegos de estrategia.
El primer proyecto de la compañía fue DBA Online, la versión digital de un conjunto de reglas de sobremesa en miniatura De Bellis Antiquitatis, lanzado en 2000. Wargaming comenzó a trabajar en su primer proyecto comercial a gran escala: el juego de estrategia por turnos de ciencia ficción Massive Assault, en marzo de 2002. En el transcurso de cinco años, la compañía envió cinco proyectos dentro de la franquicia Massive Assault.
El 16 de noviembre de 2007, Wargaming adquirió el desarrollador con sede en Minsk, Arise. En diciembre de 2008, la compañía lanzó su primera estrategia en tiempo real Operation Bagration. El 16 de abril de 2009, Wargaming comenzó a trabajar en el juego de estrategia en tiempo real Order of War. Fue publicado por Square Enix el 18 de septiembre de 2009. El 12 de agosto de 2010, la compañía lanzó su primer título en línea, World of Tanks. El 12 de abril de 2011, World of Tanks fue lanzado en América del Norte y Europa.
En 2011, Wargaming trasladó su sede de Minsk a Nicosia, Chipre. Desde el 17 de agosto de 2015, estas oficinas centrales están ubicadas en el edificio de Wargaming HQ, anteriormente conocido como el edificio President, ubicado cerca del Palacio Presidencial en Nicosia. La sede de operaciones europeas, conocida como Wargaming Europe, se estableció en París, Francia, en julio de 2011. El 3 de agosto de 2011, la compañía creó una presencia directa en América del Norte al abrir una oficina en San Francisco. En el E3 de 2011, Wargaming anunció el seguimiento de World of Tanks, el juego de acción en línea de combate de vuelo World of Warplanes. En Gamescom 2011, la compañía presentó la tercera parte de su saga militar: el juego de acción naval en línea World of Warships. En octubre de 2011, Wargaming anunció el juego de cartas coleccionables de MMO World of Tanks: Generals. A lo largo de 2011, Wargaming se unió a sociedades estratégicas con Persha Studia, Lesta Studio y DAVA Consulting, con cada uno de los proyectos operativos que operan bajo Wargaming.
El 21 de febrero de 2012, la versión para Android de World of Tanks Assistant, la aplicación móvil para World of Tanks, se lanzó en Europa y América del Norte. En mayo de 2012, Wargaming ingresó al mercado de juegos coreano abriendo una oficina subsidiaria en Seúl. Wargaming se embarcó en una iniciativa de cambio de marca y anunció el servicio Wargaming.net, que unirá sus juegos y servicios en un solo universo de batalla en junio de 2012. En el mismo mes, Wargaming había aumentado a 900 empleados en todo el mundo. El 7 de agosto de 2012, Wargaming adquirió la compañía australiana BigWorld Technology que trajo el desarrollo del middleware para sus proyectos MMO de forma interna. En un informe anual para la Bolsa de Valores de Chipre (CSE) en 2012, los ingresos de Wargaming se declararon en 217,9 millones de euros, con un beneficio neto de 6,1 millones de euros. Las acciones de Wargaming fueron excluidas del CSE en 2015, y hasta la fecha sigue siendo una empresa privada.
Wargaming se mudó al mercado de consolas al adquirir Day 1 Studios el 29 de enero de 2013. Con el nuevo nombre de Wargaming Chicago-Baltimore, los estudios están actualmente desarrollando World of Tanks: Xbox 360 Edition (febrero de 2014), Xbox One (julio de 2015) y PlayStation 4 (enero de 2016).
El 12 de febrero de 2013, Wargaming anunció su propia liga de deportes electrónicos, la Wargaming.net League. La compañía adquirió Gas Powered Games el 14 de febrero de 2013. El 26 de marzo de 2013, Wargaming anunció World of Tanks Blitz, un juego MMO móvil centrado en el combate de tanques disponible para teléfonos inteligentes y tabletas. El juego fue lanzado en iOS en junio de 2014. A partir de 2016, World of Tanks Blitz está disponible en iOS, Android, Windows 10 y Mac OS X. Wargaming se introdujo en el mercado de juegos japonés al abrir una oficina en Tokio el 29 de mayo de 2013. El 22 de julio de 2013, la compañía compró las propiedades intelectuales de Total Annihilation y Master of Orion de los procedimientos de bancarrota de Atari.
En julio de 2015, Wargaming lanzó WG Labs como una división que actuaría como editor de terceros para desarrolladores externos. La creación de la división fue impulsada principalmente por la asociación de Wargaming con el estudio independiente NGD Studios y su juego, Master of Orion. En octubre, la compañía también cambió su nombre a DropForge, un estudio de juegos móviles con sede en Bellevue, Washington, fundado en 2013 por David Bluhm, como WG Cells. WG Cells se cerró en agosto de 2016.
La división WG Labs de Wargaming lanzó una nueva versión de Master of Orion en agosto de 2016. El juego fue desarrollado por los argentinos de NGD Studios. En noviembre de 2016, Wargaming, SEGA y Creative Assembly anunciaron una nueva asociación estratégica que hará que Total War: ARENA se publique en todo el mundo. A partir de 2016, Wargaming posee una parte importante del Hellenic Bank (el Grupo Third Point Group de Daniel S. Loeb es el otro accionista principal del Banco con sede en Chipre) y ha mostrado interés en comprar activos inmobiliarios en Chipre para su uso e inversión. Wargaming es actualmente el mayor contribuyente dentro de Chipre.
En mayo de 2017, Wargaming se encontró en medio de una controversia cuando se afirmó que uno de sus empleados había amenazado con presentar una demanda de la Ley de Derechos de Autor del Milenio Digital (DMCA) contra el creador de contenido de juegos de YouTube, y el Colaborador de la Comunidad de World of Tanks, SirFoch por su crítica mordaz del tanque premium Chrysler K GF, que se centró alrededor de la falta de puntos débiles en el tanque, lo que lo hizo bastante impermeable al daño, a menos que el tanque que lo atacó utilizara municiones de primera calidad. Wargaming inicialmente rechazó esta afirmación, declarando que nunca amenazarían tal acción, antes de verse obligados a retractarse de esta negación cuando SirFoch publicó capturas de pantalla evidenciales de mensajes del empleado de WG, Zoltan "Ph3lan" Sipos, que declaró, además de la amenaza de copyright, que SirFoch también había sido retirado del programa de contribuyentes comunitarios del desarrollador. A la luz de esta evidencia, WarGaming emitió otra declaración en la que se disculpaba por sus amenazas contra SirFoch y afirmaba que no se habían realizado con el propósito de censurar sus críticas al desarrollador, lo que implicaba que su revisión contenía "discursos de odio y calumnias homófobas". insinuación que también se retractó cuando los espectadores del video encontraron que, aunque contenía lenguaje vulgar, carecía de cualquier forma de discurso de odio.
En 2017, Wargaming comenzó una división de juegos móviles llamada Wargaming Mobile. En febrero de 2018, Wargaming America cerró sus oficinas en Emeryville, eliminando 100 empleos.
El 26 de febrero de 2022, en medio de la invasión rusa de Ucrania, el director creativo de Wargaming, Sergei Burkatovskiy, fue despedido luego de expresarse en apoyo de la invasión. Wargaming declaró que la opinión de Sergei estaba completamente en contra de la posición de la empresa. El 4 de abril de 2022, Wargaming anunció el cierre de todas las operaciones en Rusia y Bielorrusia. Dos nuevas oficinas en Varsovia y Belgrado fueron abiertas poco después.

## Estudios
- BigWorld en Sídney, Australia; Adquirido en agosto de 2012.[21]
- Persha Studia en Kiev, Ucrania; fundada en 2000, adquirida en 2011.[47]
- Wargaming Chicago-Baltimore en Chicago, Illinois y Baltimore, Maryland, EE. UU.; fundada como Day 1 Studios, adquirida y rebautizada en enero de 2013.[48]
- Wargaming Mobile; establecido en junio de 2017.[49]
  - Wargaming Berlin en Berlín, Alemania; establecido en 2017.[50]
- Wargaming UK en Guildford, Inglaterra; establecido en septiembre de 2018.[51]
  - Edge Case Games en Guildford, Inglaterra; fundada en 2014, adquirida y fusionada en noviembre de 2018.[52][53]
- Wargaming Vilnius en Vilnius, Lituania; establecido en abril de 2021.[54]
- Wargaming Belgrade en Belgrado, Serbia; establecida en junio de 2022.[46]
- Wargaming Warsaw en Varsovia, Polonia; establecida en junio de 2022.[46]

### Anterior
- Wargaming Seattle en Redmond, Washington, EE. UU.; fundada como Gas Powered Games en mayo de 1998, adquirida en febrero de 2013,[55] renombrada en marzo de 2013,[56] y cerrada en 2018.[57]
- Wargaming Copenhagen en Copenhague, Dinamarca; fundada como Hapti.co como una subsidiaria de IO Interactive, adquirida y renombrada en septiembre de 2017.[58] Cerrada en 2020.[59]
- Wargaming Helsinki en Helsinki, Finlandia; fundada como Boomlagoon en 2012, adquirida y rebautizada en diciembre de 2016.[60] Cerrada en 2019.[61]
- Lesta Studio en San Petersburgo, Rusia; adquirido en 2011.[62] Cerrada tras la invasión rusa de Ucrania de 2022.[45]
- Wargaming Moscow en Moscú, Rusia; establecido en octubre de 2017.[63] Cerrada tras la invasión rusa de Ucrania de 2022.[45]
- Wargaming Minsk en Minsk, Bielorrusia; El estudio original y más grande de Wargaming, establecido en 1998. Cerrada tras la invasión rusa de Ucrania de 2022.[45]

## Juegos desarrollados
| Año  | Título                              | Distribuidora(s) | Género                                     |
| ---- | ----------------------------------- | ---------------- | ------------------------------------------ |
| 2000 | DBA Online                          | Wargaming        | Estrategia por turnos                      |
| 2003 | Massive Assault                     |                  | Estrategia por turnos                      |
| 2004 | Massive Assault Network             |                  | Estrategia por turnos                      |
| 2005 | Massive Assault: Domination         |                  | Estrategia por turnos                      |
| 2006 | Massive Assault Network 2           |                  | Estrategia por turnos                      |
| 2007 | Galactic Assault: Prisoner of Power |                  | Estrategia por turnos                      |
| 2009 | Order of War                        | Square Enix      | Estrategia en tiempo real                  |
| 2010 | Order of War: Challenge             | Wargaming        | Estrategia en tiempo real                  |
| 2011 | World of Tanks                      | Wargaming        | Multijugador masivo en línea               |
| 2013 | World of Warplanes                  | Wargaming        | Juego de acción multijugador en línea      |
| 2014 | World of Tanks: Xbox 360 Edition    | Wargaming        | Juego de acción multijugador en línea      |
| 2014 | World of Tanks Blitz                | Wargaming        | Juego de acción multijugador en línea      |
| 2015 | World of Warships                   | Wargaming        | Juego de acción multijugador en línea      |
| 2015 | World of Tanks: Xbox One Edition    | Wargaming        | Juego de acción multijugador en línea      |
| 2015 | World of Tanks Generals             | Wargaming        | Juego de cartas coleccionables por turnos. |
| 2016 | Smash Squad                         | WG Cells         |                                            |
| 2016 | Master of Orion: Conquer the Stars  | WG Labs          | Estrategia por turnos                      |
| 2016 | Hybrid Wars                         | WG Labs          | Top-down shooter                           |
| 2019 | Pagan Online                        | Wargaming        | Hack'n'Slash ARPG                          |
| 2019 | World of Warships: Legends          | Wargaming        | Juego de acción multijugador en línea      |
| 2020 | Bowling Crew                        | Wargaming        | Juego de acción multijugador en línea      |

## Deportes electrónicos
Desde 2013, Wargaming dirige su propia organización de deportes, la Wargaming.net League, que sirve como plataforma para los jugadores profesionales de World of Tanks, con cada año del torneo dividido en varias temporadas con una serie de eventos en línea y fuera de línea que culmina en un torneo masivo en línea, Grand Finals.

## Actividades de historia militar
Wargaming está involucrado en varios proyectos para preservar el patrimonio cultural militar, entre ellos:
- La restauración del único tanque superpesado de Maus que sobrevivió junto con el Museo Ruso de Tanques Kúbinka.[69] Más tarde, se publicó una carta abierta del Museo de Tanques de Kúbinka que decía: El "Museo Central de Vehículos Blindados" del Ministerio de Defensa de la Federación Rusa declara oficialmente que la información de los trabajos de restauración en el tanque "Maus", que apareció en varios medios de comunicación, no es cierta".[70]
- El intento de preservar el acorazado USS Texas, que corre el riesgo de ser desguazado debido a un mantenimiento inadecuado y la oxidación del casco, hace que sea difícil y costoso preservarlo.
- La restauración de la guerra militar en el Museo Central de las Fuerzas Armadas (Moscú), el Museo de Armas de la Victoria (Krasnodar, Rusia).
- La restauración de los monumentos de la Segunda Guerra Mundial en Medyn (región de Kaluga, Rusia) y en la autopista Volokolamsk (región de Moscú, Rusia).
- La recuperación del último Dornier Do 17 restante del mundo, ahora en exhibición en el Royal Air Force Museum en Cosford, Reino Unido.[71]
- El Centro de Educación Wargaming en el Museo del Tanque en Bovington, Reino Unido.[72]
- Eventos anuales del Día de los Caídos en América del Norte. Donando ingresos de compras selectas dentro de la aplicación a organizaciones benéficas, incluyendo AMVETS, Homes for Our Troops, y Military Families Fund.[73]
- El patrocinio en curso del USS Iowa, atracado en el Puerto de Los Ángeles, California.[74]
- Recaudación de fondos para proyectos de restauración en el Museo del Tanque en Bovington, Reino Unido. Las ganancias de los paquetes de tiendas premium especiales se donan al museo y se utilizan para restaurar la flota actual de vehículos operacionales del museo y para comprar las herramientas altamente especializadas que se requieren para atenderlos.[75]
- Un maratón de transmisión de 25 horas en Wargaming West para recaudar fondos para hospitales infantiles y otras organizaciones benéficas para niños (noviembre de 2013).[76]
- La corriente benéfica Grace After Fire en América del Norte. Ayudar a las mujeres veteranas en la transición del servicio militar, proporcionando recursos y un espacio para conectarse, renovarse y sanar.[77]
- Restaurado de 1 de los 4 tanques AC-1 Sentinel restantes, ahora ubicados en el Australian Armor & Artillery Museum, Cairns (marzo de 2016).[78]
- Restauró el KV-1 a pleno funcionamiento junto con el Complejo Histórico y Cultural de la Línea de Stalin.

## Contenido de VR y AR
Como parte de sus iniciativas de simulación, Wargaming está explorando tecnologías de realidad aumentada y virtual. A principios de 2015, la compañía trabajó con Google para grabar y retratar una batalla de 1941 en 360° para el HMD móvil de Google Cardboard. Esto fue seguido por una serie de recorridos panorámicos de los tanques de la Segunda Guerra Mundial, Virtually Inside the Tanks Retrieved, filmados en cooperación con Google y el Museo del Tanque en Bovington, Inglaterra. Disponible a través de la red de cine Littlstar VR, la serie incluye actualmente el T-34-76, el M4 Sherman "Fury" de la película de Brad Pitt del mismo nombre, el Type 59, Leopard 1 , y el Chieftain.  Cada video también ofrece una gira con los especialistas militares de Wargaming Richard Cutland y Nicolas Moran.
Para honrar el Día de la Victoria, Wargaming lanzó el video War Knows No Nation. El video reaviva los recuerdos de tres petroleros veteranos de la Segunda Guerra Mundial, combinando imágenes de acción en vivo con escenas de CG por primera vez.
En la primavera de 2016, Wargaming trabajó con el Museo Nacional de la Royal Navy, Portsmouth Historic Dockyard y honró el aniversario de la Batalla de Jutland con una aplicación de realidad aumentada: HMS Caroline AR Experience. Esta aplicación recrea la única nave que aún existe y que luchó en la Batalla de Jutlandia: el crucero WW1 HMS Caroline.
Para felicitar a los rusos en el Día de la Marina, Wargaming creó una aplicación móvil de realidad aumentada PortHub que permitía a los usuarios tomar instantáneas con buques de guerra.
Como parte de la celebración de los 100 Years of Tanks, Wargaming presentó el video de Virtually inside the First Tanks 360° que presentaba un recorrido por la colección de tanques tempranos de Bovington, mejorada por las escenas del Mark I de World of Tanks en el juego, y el tanque gratis. 100 aplicaciones móviles.
La última serie en su gama de videos de 360°, Virtual Inside the Warships, se estrenará pronto [¿cuándo?] Y contará con HMS Cavalier, entre otros.

## Premios
- Premio al mejor desarrollador de juegos en GDC Russia 2009 (KRI-2009).[92]
- Premio de los medios en GDC Rusia 2009 (KRI-2009).[92]
- Premio al mejor desarrollador de juegos en GDC Russia 2010 (KRI-2010).[93]
- Premio especial de la industria en GDC Rusia 2011 (KRI-2011).[94]
- Premio a la Excelencia en la Industria en GDC Rusia 2012 (KRI-2012).[95]
- Premio al Mejor Desarrollador de Juegos en GDC Russia 2012 (KRI-2012).[95]